# James Francis Stephens
James Francis Stephens, född den 16 september 1792 i Shoreham-by-Sea, Sussex, England, död den 22 december 1852 i Kennington, London, var en engelsk entomolog och naturforskare. Han är känd för Illustrations of British Entomology (1828–1846) i tolv volymer och Manual of British Beetles (1839).

## Levnad
Stephens föddes den 16 september 1792 i Shoreham-by-Sea som son till kaptenen i flottan William James Stephens och Mary Stevens (född Peck). Fadern dog när James Francis var fem år gammal. Modern Mary Stephens (senare Dallinger) hade bara en liten pension, men lyckades få in sonen på Blue Coat School i Hertford. 1804 bytte han skola till Christ's Hospital i London där han stannade till 1807 då han, genom sin farbror som var amiral, fick en kanslitjänst vid Amiralitetet, Somerset House. Han stannade på amiralitetet till 1845, varefter han arbetade obetalt på British Museum. Han gifte sig med Sarah Roberts, dotter till en kapten, 1822. De fick flera barn, men alla dog unga. Stevens dog av lungsäcksinflammation i Kennington (där paret bodde på Foxley Road) den 21 eller 22 december 1852 vid en ålder av 60 år.

## Entomologi
Stephens intresserade sig för entomologi redan när han gick i skolan och han skrev ett manuskript Catalogue of British Animals 1808. Han valdes in som fellow i Linnean Society den 17 februari 1815 och av Zoological Society of London 1826. Mellan 1815 och 1825 var han mycket intresserad av ornitologi och bidrog till George Shaws (1751–1813) arbeten. Han beviljades ledighet från Amiralitetet 1818 för att biträda William Elford Leach med British museums insektssamling. Han återvände till Amiralitetet, men problem med hans överordnade ledde till ett tidigt avsked, vilket innebar att han förlorade en del av sin pension. Han fortsatte sitt arbete vid museet fram till sin död och beskrev 2800 brittiska insektsarter. Han använde ofta en lupp i stället för mikroskop och tog livet av insekter i en burk med krossade lagerblad i stället för att nåla dem direkt som var brukligt på den tiden.

Han var en av dem som grundade Entomological Society of London 1833. Stephens skapade en stor insektssamling, 88 000 exemplar, som innehöll många typexemplar och efter hans död köptes den av British Museum för 400 pund. Hans bibliotek köptes av Henry Tibbats Stainton (1822–1892), som fortsatte Stephens tradition att hålla böckerna tillgängliga för andra entomologer på tisdagseftermiddagar. Stainton publicerade också en katalog över böckerna, Bibliotheca Stephensiana (1853).

## Verk
Stephens var författare till:
- General zoology eller Systematic natural history London, tryckt för G. Kearsley delvis tillsammans med George Shaw och ensam författare till de sista sex av de sexton volymerna efter Shaws död 1826: I-II Mammalia (1800), III Amphibia (1802), IV-V Pisces (1803-4), VI Insecta (1806) och VII-VIII Aves (1809–1812) av Shaw,  IX-XII och XIV del 1 Aves av J.F. Stephens ensam (1815–26), samt XIV del 2 Register "av G. Shaw och J. F. Stephens" (1826)[8]
- Nomenclature of British Insects: Being a Compendious List of Such Species (1829).
- A systematic Catalogue of British insects: being an attempt to arrange all the hitherto discovered indigenous insects in accordance with their natural affinities. Containing also the references to every English writer on entomology, and to the principal foreign authors. With all the published British genera to the present time(1829.)

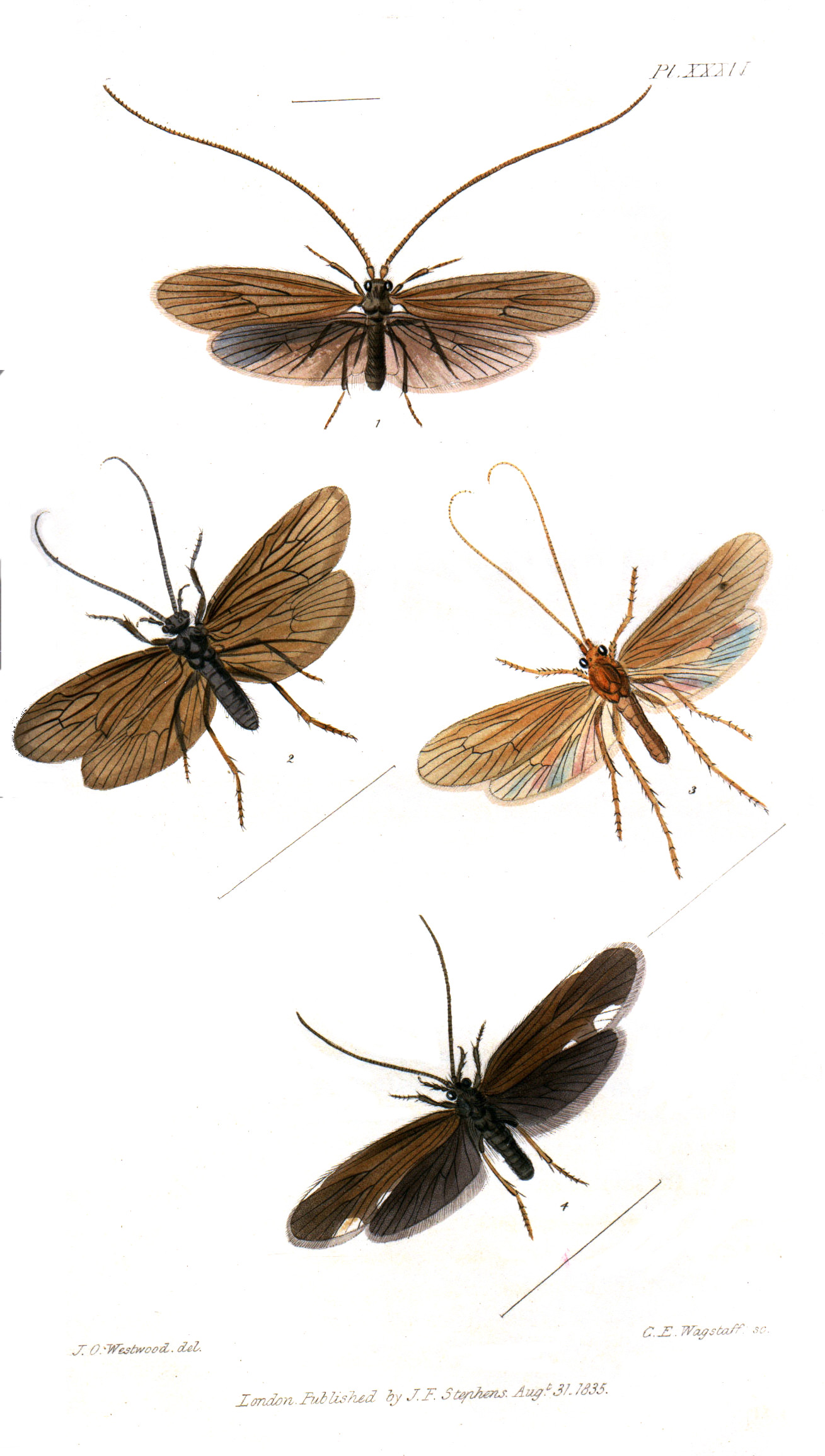
Plansch med nattsländor ur Stephens British Entomology.

- Illustrations of British Entomology; or, a synopsis of indigenous insects, containing their generic and specific distinctions; with an account of their metamorphoses, times of appearance, localities, food, and economy, as far as practicable. In ten volumes. (1828–1846). Det här verket, som följer en äldre klassifikation,[9] består av sju volymer Mandibulata (insekter med bitande mundelar), fyra volymer med Haustellata (insekter med sugande mundelar) och en tilläggsvolym. Planscherna är färglagda för hand efter teckningar av Charles M. Curtis och John Obadiah Westwood.

## Dispyter
Stephens angav att James Rennie (1787–1867) piratkopierade hans verk i sin Conspectus of the Butterflies and Moths Found in Britain från 1832 och gick till domstol, men förlorade fallet. Detta kostade honom dock en stor del av intäkterna från boken.
Stephens Illustrations of British Entomology, ofta bara kallad British Entomology, konkurrerade direkt med John Curtis British Entomology (1824–1839) vilket gav upphov till en bitter dispyt som delade det brittiska entomologetablissemanget i över trettio år. De blev aldrig vänner trots att Stephens nära vän John Obadiah Westwood försökte medla.

## Charles Darwin
Medan Charles Darwin studerade vid University of Cambridge blev han en ivrig insektssamlare. Han skickade rapporter till Stephens om sina ovanligare fynd och gladdes över att han nämndes vid trettiotre tillfällen i Illustrations of British Entomology och citerades i alla fall utom två. Darwin skrev i sin självbiografi: "Ingen poet har känt sig lyckligare över att se sin första dikt publiceras än vad jag gjorde när jag såg 'fångad av C. Darwin Esq., i norra Wales' i Stephens Illustrations of British Insects", fast den verkliga formuleringen skilde sig något, det närmaste var "fångad av Rev. F. W. Hope och C. Darwin Esq. i norra Wales" och "insamlad i norra Wales av C. Darwin Esq."